# Gammelshausen
Gammelshausen è un comune tedesco di 1 415 abitanti, situato nel land del Baden-Württemberg.